# École nationale supérieure de techniques avancées
A párizsi École nationale supérieure de techniques avancées (ENSTA) egy rangos francia diplomás mérnöki iskola. 1741-ben alapították, ez a legrégebbi "grande école" Franciaországban. A Párizs déli részén található Palaiseau-ban található, a Paris-Saclay kampuszon, és a Párizsi Politechnikai Intézet egyik alkotó kara. Évente mintegy 180 mérnök végez az iskolában.
Az ENSTA általános mérnöki képzést biztosít hallgatóinak.

## Híres kutató
- Gérard Mourou, Nobel-díjas francia fizikus